# 國際文化公園都市單軌電車線
國際文化公園都市單軌電車線（日语：／ Kokusai Bunka Kōen Toshi Monorail sen */?）是一條連結日本大阪府吹田市的萬博紀念公園站至大阪府茨木市的彩都西站，屬於大阪高速鐵道的跨座式單軌鐵路路線。愛稱是彩都線（さいとせん）。
线路自萬博紀念公園站起，沿萬博紀念公園的東側半圓北進，途經阪大醫院前站，终到茨木市北部國際文化公園都市（彩都）的彩都西站。

## 路線資料
- 路線距離（營業距離）：6.8公里
- 方式：跨座式
- 站數：5個（包括起終點站）
- 複線路段：全線
- 電氣化方式：直流1500V
- 閉塞方式：車內信號式
- 最大坡度：50‰（萬博紀念公園－公園東口、豐川－彩都西）
- 最急曲線：120公尺（公園東口－阪大醫院前）

## 車站列表
所有車站都位於大阪府。
| 車站編號 | 中文站名     | 日文站名 | 英文站名 | 站間距離 | 營業距離 | 接續路線                     | 所在地 |
| -------- | ------------ | -------- | -------- | -------- | -------- | ---------------------------- | ------ |
| 17       | 萬博紀念公園 |          |          | -        | 0.0      | 大阪高速鐵道：大阪單軌電車線 | 吹田市 |
| 51       | 公園東口     |          |          | 1.1      | 1.1      |                              | 吹田市 |
| 52       | 阪大醫院前   |          |          | 1.5      | 2.6      |                              | 茨木市 |
| 53       | 豐川         |          |          | 1.8      | 4.4      |                              | 茨木市 |
| 54       | 彩都西       |          |          | 2.4      | 6.8      |                              | 茨木市 |

## 外部連結
- 大阪單軌電車官方網站（日語）
- （页面存档备份，存于）(PDF)